# الوصايا العشر (فلم 2007)
الوصايا العشر هو فيلم رسوم متحركة أمريكي عام 2007 من إخراج جون ستروناك وبيل بويس، وتم إصداره بواسطة بروميند بيكتشرز. الفيلم يسرد قصة موسى منذ طفولته كابن فرعون بالتبني، حتى سن البلوغ باعتباره المختار من قبل الرب والمحرر لشعبه.
يقوم بن كينغسلي بأداء صوتي للراوب، وكريستيان سلاتر بدور موسى، وألفريد مولينا بدور رمسيس الثاني وإليوت غولد بصوت يهوه. تم إصداره في 19 أكتوبر 2007، وتلقى الفيلم مراجعات سلبية، مع توجيه النقد للرسوم المتحركة السيئة والتمثيل الصوتي. تم إصدار الفيلم على DVD في 5 فبراير 2008.

## روابط خارجية
- مقالات تستعمل روابط فنية بلا صلة مع ويكي بيانات